# うちやえゆか
うちやえ ゆか（1970年4月10日 - ）は、日本の女性歌手である。埼玉県三郷市出身。ベリーベリープロダクション所属。身長161cm。血液型はO型。アニメソングやコマーシャルソングをメインに活動している。キュア・カルテット（およびその後継ユニットであるキュア・デラックスおよびキュア・レインボーズ）のメンバー。本名の内八重 友賀（うちやえ ゆうか）名義のタレント活動も行っている。旧芸名にはるな 友香（-ゆうか）、橘 友賀（たちばな ゆうか）、Youcaがある。

## 来歴
1980年に劇団東俳入団。この10歳の頃から子役として活動しており、おてんば宇宙人（日本テレビ）、明るいなかま（NHK教育テレビジョン）出演など、主にテレビドラマや舞台に出演していた。
1986年に『Bugってハニー』のイベント「ファミコンクィーンコンテスト ～高橋名人の妹大募集～」にグランプリ選出される。
1991年から積極的に歌手として活動する。
2006年からプリキュアシリーズの挿入歌、特にシリーズ第3作である『ふたりはプリキュア Splash Star』の主題歌『まかせて★スプラッシュ☆スター★』で再認識される。

## 人物
- 愛称は「やえさん」「やえ丼」。なお、後者は主題歌を担当した『ふたりはプリキュア Splash Star』が始まって間もない頃、同番組で主役コンビを担当した樹元オリエと榎本温子が、お互いをいろんな愛称で呼び合っていたのを見て、自身で突然名乗り始めたもの[5]。
- 丁寧な言葉遣いと柔らかい物腰で、容貌とも相まって上品で高貴な印象を持つが、強烈な天然ボケという一面もある。ドッキリを企画された際も、「顔に出るから」という理由で彼女だけドッキリの対象者同様、企画を知らされないということもあった。
- 上記のような天然体質から、知人やファンによって（ツイッターなどで）天然ボケな行動やうっかりとした行動を意味する「やえる」という言葉を創られるまでに至っている。
- 大変律儀な性格で、ファンレターには必ず自筆の返事をするという。
- 運動が苦手で、プリキュアミュージカルなどのステージで、歌唱する際の振り付けがちゃんと合っていた例がなく、ダーツは1本も当たらないという。
- 「プリキュアシリーズ」の初代作『ふたりはプリキュア』の主題歌を担当（『～Splash Star』ではエンディングを担当）した五條真由美と親交があり、お互いのライブなどにゲスト出演すると、双方の明るいキャラクターでコントにも似た掛け合いを見せる。2009年より、『ラジオ！転寝日和Neo』でコンビを組むようになる。
- 前述の五條に加えて前述の樹元・榎本とでカルテットを組み、ライブイベント「よにんでSUPER☆TEUCHI☆LIVE（テウチライブシリーズ）」を定期的に行っている。
- 専門の作詞作曲者より提供されている曲を歌う事が多いが、自身もいくつかの曲を自ら制作している作曲者でもある。特に前述の「プリキュアシリーズ」や「テウチライブシリーズ」の楽曲で顕著。制作した楽曲は無論、自ら歌うが、同時に他の歌唱者への楽曲提供も行っている。

## 出演

### ラジオ
- 公人とゆかのタナシムーン（FM西東京 第2・第4金曜日隔週放送。アシスタントパーソナリティ）

### WEBラジオ
※はインターネット配信。
- あつことまりあのマリオン学院 放送部!（BBstation　2009年6月16日、2012年5月1日）※
- ラジオ!転寝日和Neo

五條真由美とのコンビにて2009年10月8日から放送。
- ラジオでテウチMIX!!（BBstation 2013年6月11日。テウチライブ特別番組）

### 映画
- 映画 ふたりはプリキュア Splash Star チクタク危機一髪!（2006年）本人役で特別出演。

### ウェブテレビ
- セレクト女子〜優柔不断な私にドロップキック〜（2019年2月1日配信開始、YouTube、ALPHABOAT） - 母 役[6]

## ディスコグラフィ

### シングル
はるな友香 名義
- 愛はメリーゴーランド（高橋名人とのデュエット）（アニメ『Bugってハニー』第1期エンディングテーマ）

橘友賀 名義
- ときどきBlue（映画『きまぐれオレンジロード もぎたてスペシャル』エンディングテーマ  CD収録曲#09/11）作詞 - 澤地隆 / 作曲・編曲 - 鷺巣詩郎 / 歌 - 橘友賀
  - c/w 青いボーイフレンド（きまぐれオレンジロード もぎたてスペシャル CD収録曲#04/11）作詞 - 澤地隆 / 作曲 - 瀬井広明 / 編曲 - 鷺巣詩郎 / 歌 - 橘友賀

Youca 名義
- おしえて
- バラードの肌ざわり
- しあわせの予感（アニメ『家なき子レミ』エンディングテーマ）

うちやえゆか 名義
- まかせて★スプラッシュ☆スター★（アニメ『ふたりはプリキュア Splash Star』オープニングテーマ）
- ボノロンと歩こう!（アニメ『ボノロン ～不思議な森のいいつたえ～』オープニングテーマ）
- きらきらキララ☆彡（アニメ『おねがい♪マイメロディ きららっ★』オープニングテーマ）
- Smile（私製CD-Rメディアによるシングル）

### アルバム
- Sweets（2009年1月23日）

### コンピレーション
- ぷるそんぱー！！
  - 七夕小夜曲
- Yes!プリキュア5GoGo! ボーカルアルバム1
  - My dear friend
- スロうた
  - Happy-Go-Lucky!

など

## 作品提供
アイドリング!!!
- 「カニ子」（作曲）
- 「カルネアデスは痛くない」（作曲）
- 「Happy!!! Happy!!! Birthday!!!」（作詞・作曲）

CROWN POP
- 「Change the world!」（作詞）

NMB48
- 「ロマンティックスノー」（作曲）

春野はるか（嶋村侑）
- Be a princess☆（作曲）

## コーラス
- お願い!セニョリータ
  - ORANGE RANGE
- プリキュア5、スマイル go go!
  - 工藤真由
- ハピネスチャージプリキュア!WOW!
  - 仲谷明香
- Go!プリンセスプリキュア
  - BGMのコーラスパートを担当。
- 魔法つかいプリキュア!
  - CURE UP↑RA♡PA☆PA!〜ほほえみになる魔法〜
  - BGMのコーラスパート。
- 秘薬のレシピ
  - トラウーマ（CV：山本耕史）、ソルシエール（CV：新妻聖子）

など

## コマーシャルソング
- アート引越センター
- 羅羅屋 ララちゃんランドセル

など